# Слітере
Націона́льний парк Слі́тере (латис. Slīteres nacionālais parks) — природоохоронна територія, розташована у Дундазькому краї на західному узбережжі Латвії. Належить до європейської природоохоронної мережі Natura 2000. Національний парк заснований у 2000 році на базі колишнього природного заповідника Слітере — одного з найстаріших у балтійських країнах. Його площа складає 26 490 га (у тому числі 10 130 га прибережної території Балтійського моря); за цим показником Слітере є найменшим національним парком Латвії.
Національний парк Слітере відомий своїми широколистими лісами та унікальним комплексом з дюн (латис. kangari) і низин між ними (латис. vigas), в яких розташовані міждюнні верхові болота. Більшість широколистих лісів розташовані на «Блакитних пагорбах» (латис. Zilie Kalni), що є геологічно одними з найвпізнаваніших рис парку. У парку знайдено сотні видів рослин, 29 видів яких більше ніде в Латвії не трапляються. Національний парк Слітере є частиною балтійського шляху міграції птахів і є одним з найкращих у Латвії місць для спостереження за ними — тут бачили майже всі латвійські види птахів та спостерігали проліт понад 60 000 птахів на годину під час весняних та осінніх міграцій. Серед великих ссавців у парку трапляються вовк, рись євразійська та лось звичайний, а у морській частині — балтійський тев'як та рідше нерпа кільчаста. У національному парку також мешкає багато рідкісних видів комах та равликів через високе різноманіття рослин та біомів.
Національний парк Слітере захищає значну частину історичного Лівонського узбережжя (латис. Līvõd Rãnda) — тут розташований мис Колкасраґс із селом Колка біля нього та лівонські села Вайде, Саунагс, Пітрагс.

## Історія
Ще у 1921 році на узбережжі Балтійського моря під охорону було взято 1100 га території, яка отримала назву «Старої пам'ятки». У 1923 році вона була перетворена на природний заповідник. Згодом до неї долучали виведені з користування навколишні сільськогосподарські землі й ліси, внаслідок чого охоронювана площа зросла у понад десять разів. У 1979 році для дослідження й охорони території був виділений штат працівників, чим було остаточно закріплено її заповідний статус. На той час більшість земель природного заповідника Слітере належало Держлісфонду, незначна частина (524 га) — колгоспу «Дундага», а сам заповідник підпорядковувався Латвійському республіканському лісогосподарському об'єднанню «Латвіяс Межс». У 2000 році охоронювану територію розширили, водночас змінивши її статус — заповідник було перетворено на національний парк.

## Клімат
Національний парк Слітере розташований в Атлантико-Континентальній кліматичній області і входить до підзони мішаних лісів помірного поясу. Клімат і гідрогеологічні умови парку зазнають впливу Балтійського моря та Ризької затоки. На його теренах переважають вітри північно-західних напрямків. Річні коливання температури повітря невеликі. Так, середня багаторічна температура січня становить -3 °C, а липня — лише 16,5 °C. Характерно, що кількість опадів у Слітере найнижча на території Латвії і становить близько 550 мм на рік.

## Географія та гідрологія
Національний парк Слітере займає більшу частину Курземського півострова і лежить цілком у межах однієї адміністративної одиниці — Дундазького краю. З півночі його терени обмежені узбережжям Балтійського моря (близько 20 км), зі сходу — узбережжям Ризької затоки (близько 7 км), західний кордон парку окреслює річка Кіканс, на південному заході кордон пролягає по берегу стародавнього Балтійського льодовикового озера. І лише на південному сході чітких геологічних меж національний парк не має.
Терени Слітере можна поділити на дві частини. Перша розташована в межах Приморської низовини і включає в себе берегові утворення, що відображають різні стадії формування Балтійського басейну: Балтійське льодовикове озеро, Анцилове та Літоринове море. Берег Анцилового озера піднятий над низовиною на 8 м — територія парку є єдиним місцем у Латвії, де можна побачити його залишки. Натомість, берег Балтійського льодовикового озера краще виражений. За сучасної доби він має вигляд 30-35-метрового уступу із крутизною схилів 30-45°, подекуди із добре вираженими терасами. Уступ розрізають яри, через що він і отримав місцеву назву «Блакитні пагорби».

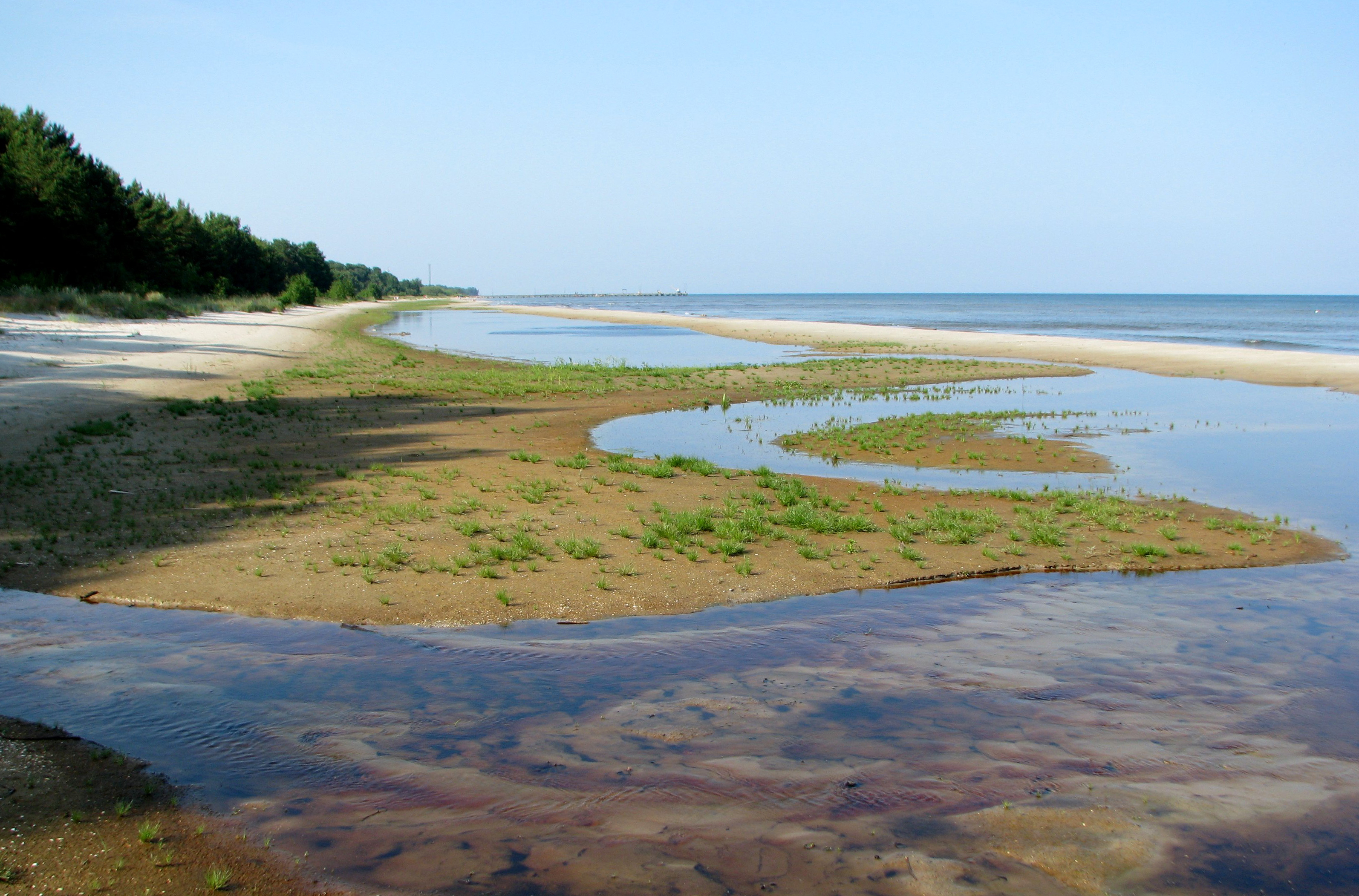
Західне узбережжя Ризької затоки неподалік від села Колка.

Територія парку нижче уступу має незначний похил у напрямку з півдня на північ. Її вкривають малопотужні піски, а підстеляють водоупорні суглинки, внаслідок чого у цій частині сформувався унікальний для Латвії ландшафт, в якому піщані дюни (латис. kangari) чергуються із низинами (латис. vigas) завширшки 50-400 м. Низини часто зайняті верховими болотами. Дюни повторюють конфігурацію давніх підводних валів, але у безпосередній близькості до берега моря стають вищими, а низини між ними зникають. Такий рельєф пояснюють потужною діяльністю вітру в атлантичний період.
Сучасне узбережжя Балтійського моря та Ризької затоки має вигляд піщаного пляжу завширшки до 80 м. Під дією хвиль на ньому також сформувався абразійний уступ. Особливо потужні берегові процеси спостерігають на мисі Колкасраґс. Балтійське море спричинює ерозію річищ струмків та річок, що впадають у нього. Крім того, у підземних водах низин присутня велика кількість кальцію, що сприяє утворенню прісноводних вапняків та створює сприятливі умови для зростання кальцефільних видів рослин.
Друга частина парку, відділена від першої берегом Балтійського льодовикового озера, являє собою слабохвилясту морену на Дундазькому піднятті корінних девонських порід. У формуванні цієї моренної рівнини велику роль зіграли валдайський льодовик та його талі води.

## Ґрунти та ландшафти

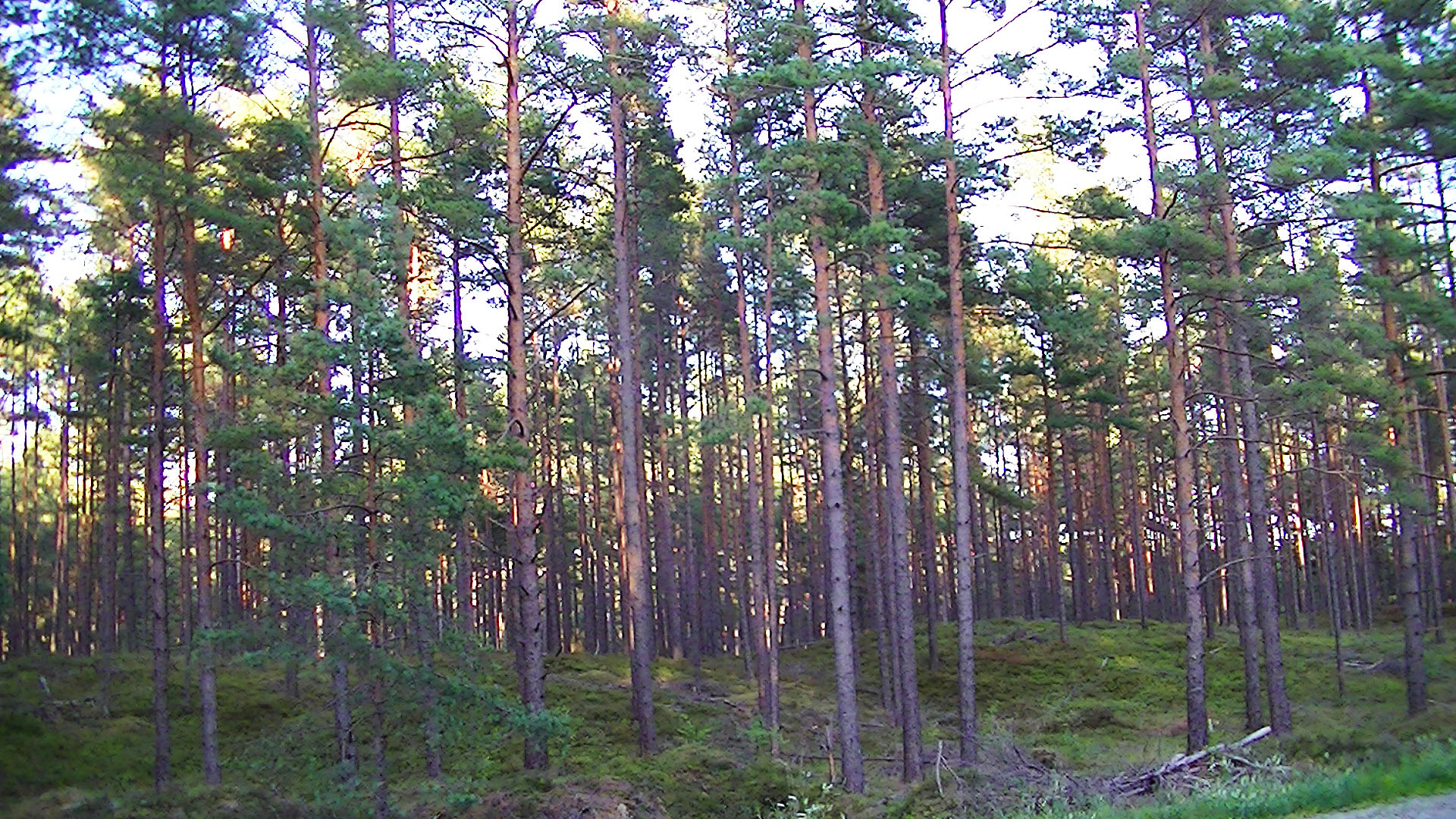
Сосновий ліс на мисі Колкасраґс.

Національний парк Слітере розташований у Прибалтійській провінції зони підзолистих ґрунтів. Ґрунтотворними породами у ньому є здебільшого піски різних стадій Балтійського басейну, а на підвищеній моренній частині — моренні супіски та суглинки валдайського заледеніння. Загалом ґрунтовий покрив парку неоднорідний, що обумовлене перш за все різними режимами ґрунтового зволоження. Переважають підзолисті та усі типи болотних ґрунтів: низинні, перехідні та верхові. На місці колишніх сільськогосподарських угідь розвинуті дерново-підзолисті ґрунти із середнім та значним ступенем озолення.

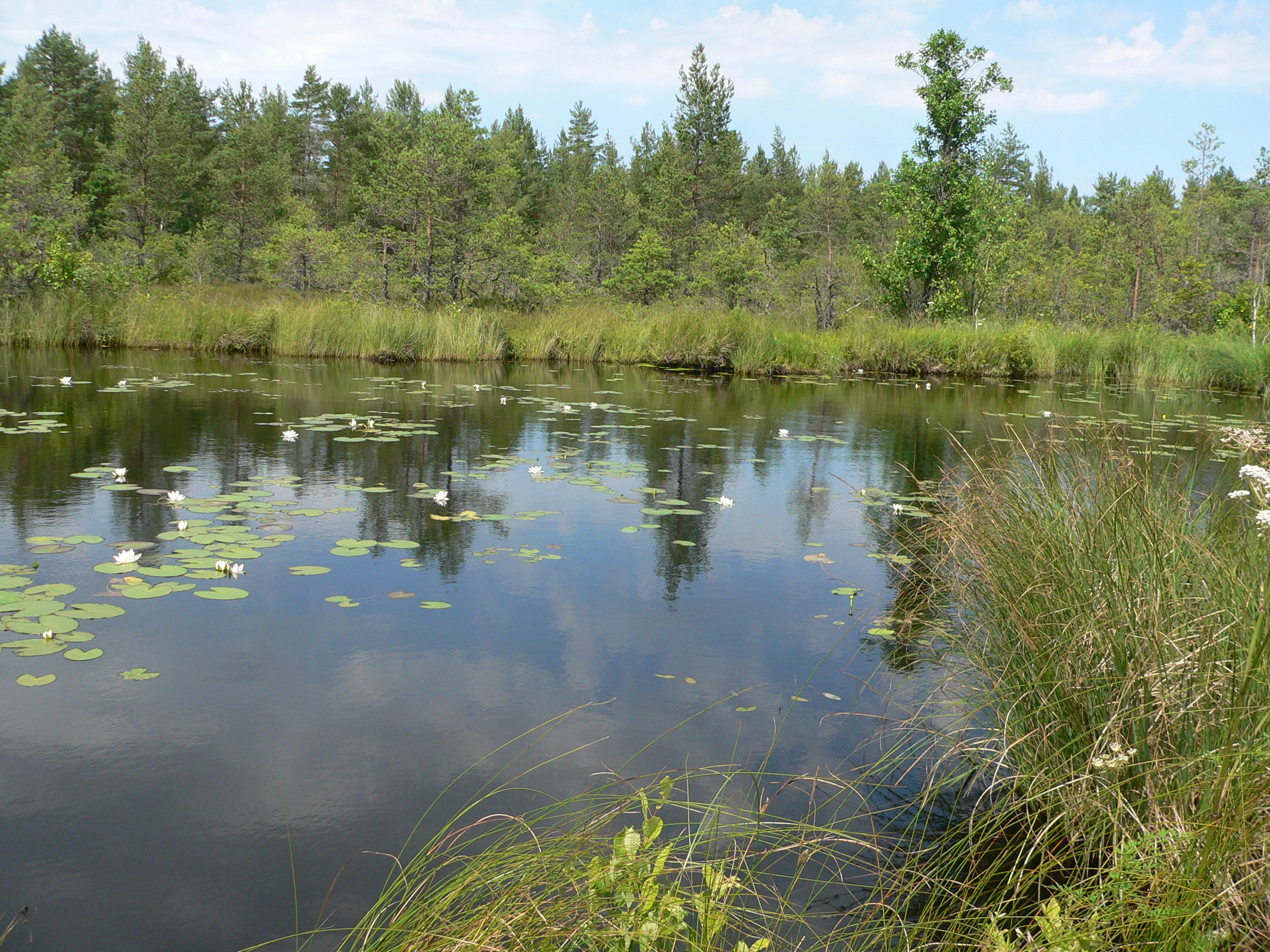
Типова водойма у низині між дюнами.

Серед ландшафтів парку переважають ліси, що займають 70 % його території, ще 20 % площі Слітере охоплюють болота. Крім них незначні ділянки зайняті луками, рівнинними агроландшафтами, псамофітними угрупованнями (останні приурочені до берега Балтійського моря) та селітебними територіями.
Ліси національного парку можна поділити на три типи: рівнинні, дюнні та болотні. Серед рівнинних лісів виділяються деревостани «Блакитних пагорбів», що розвинулись на поживних делювіальних ґрунтах. Їхній підлісок налічує багато трав'янистих рослин, серед яких особливо помітні папороті та яглиця. Не менш цікавий комплекс «кангарі — вігас», у якому рослини зростають в унікальних умовах чергування недостатнього (на дюнах) та надмірного (у низинах) зволоження. Найбільш цінні корінні ліси, не спотворені діяльністю людини, ростуть на ділянці «Стара пам'ятка» та на Блакитних пагорбах.

## Флора

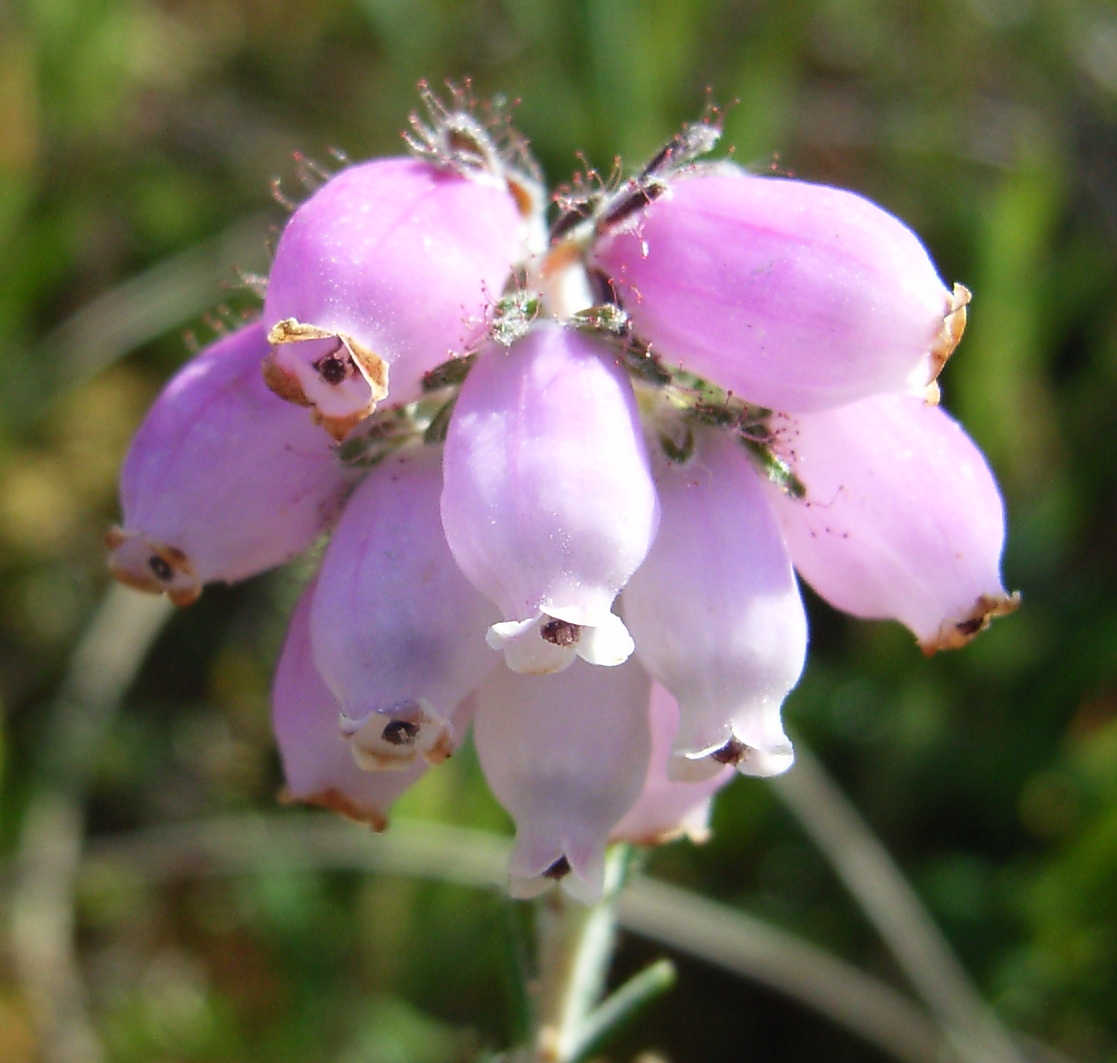
Суцвіття еріки хрестолистої.

В межах національного парку Слітере описано 770 видів вищих рослин, в тому числі 46 видів — рідкісних для латвійської флори. Серед охоронюваних видів слід згадати такі як: Botrychium simplex, булатка червона, еріка хрестолиста, очеретник бурий, зозулині черевички справжні, восковниця звичайна, осока Девелла, тис ягідний, зозулинець шоломоносний, місячниця гірська.
На теренах Слітере знайдено усі види лісових біоценозів, що трапляються на території Латвії. Найбільш густі деревостани розташовані у південній частині парку на Дундазькому піднятті, де зростають ялиново-широколистяні та чисті ялинові ліси із квасеницею у трав'яному покриві. Подекуди серед них трапляються ялівцеві зарості. На Блакитних пагорбах їх заступають широколистяні ліси, утворені липою, в'язом, ясеном, кленом, меншою мірою — дубом. У цих лісах можна натрапити на рідкісну деревну рослину — тис ягідний. У трав'яному покриві тут зростають цибуля ведмежа, вероніка гірська, кюв'єра європейська, плющ прибалтійський, папороті (включно із рідкісними багаторядниками Брауна та лопатевим). Далі на північ на сухих піщаних ґрунтах Приморській низовини розвиваються сосняки південнотайгового типу. Тут землю вкривають зарості чагарничків: брусниці, чорниці, лохини, багна звичайного, водянки чорної. У низинах в трав'яному покриві з'являється сфагнум, а на торфових болотах переважають сосняки сфагнового та осоково-очеретяного типу. Загалом серед деревних порід національного парку Слітере близько 75 % за площею займає сосна, ще 5 % — ялина, а 20 % припадає на листяні породи.

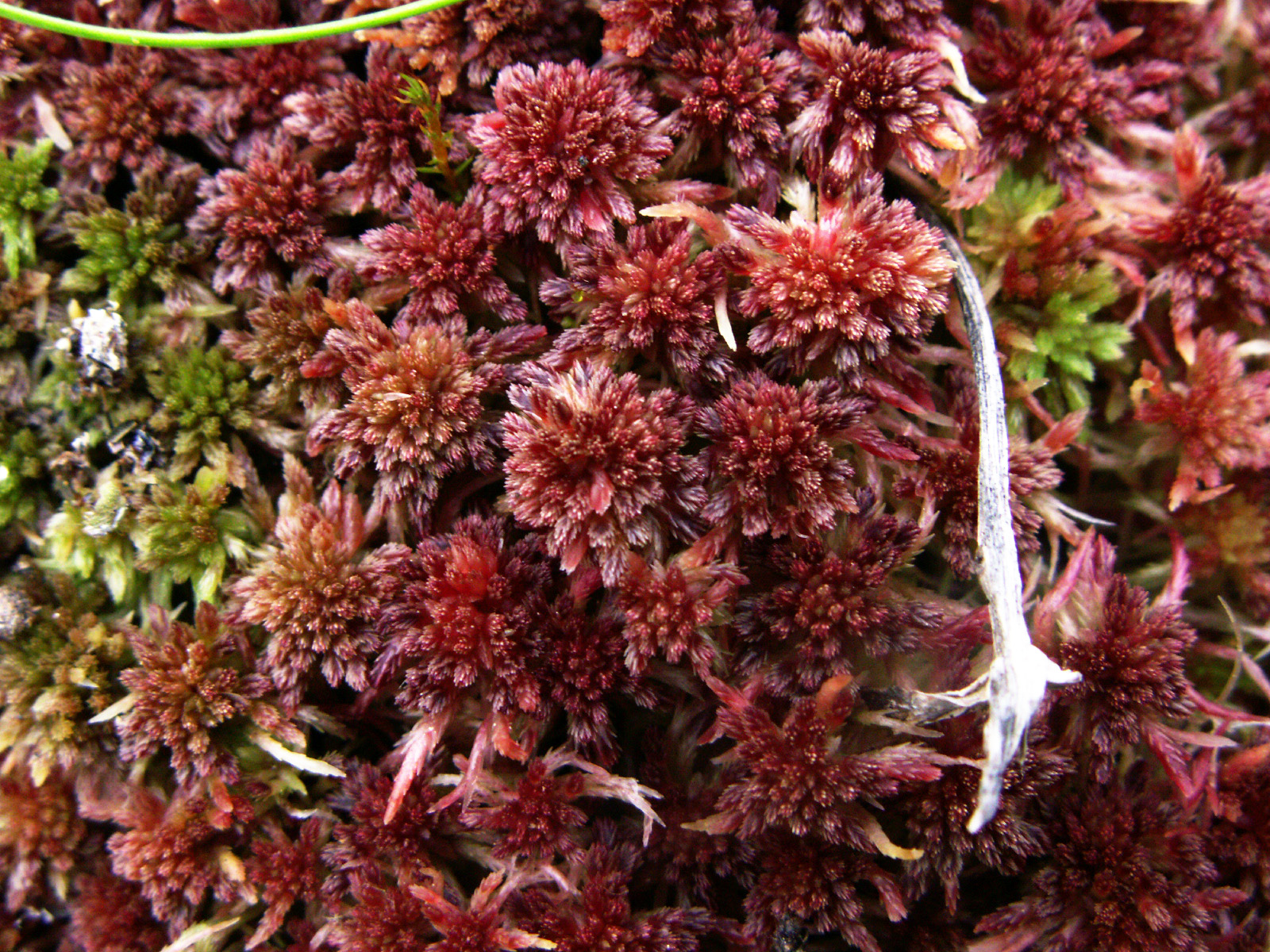
Сфагнум червонуватий.

Болота Слітере внаслідок надмірного зволоження майже безлісі, лише інколи на них можна побачити поодинокі хирляві сосни. На верхових болотах панують сфагнуми червонуватий, магелланський, бурий разом із росичками круглолистою та англійською. У міждюнних низинах квіткових рослин значно більше, тут повноцінний трав'яний покрив утворюють пухівки вузьколиста й широколиста, осоки чорна, жовта, зближена, орхідея Dactylorhiza baltica.
Лучні фітоценози Слітере — вторинного походження, вони утворилися на місці вирубаних лісів, здебільшого на вологих мінеральних та торф'яних ґрунтах. На луках найбільшого різноманіття рослинний покрив сягає в місцях виходу на поверхню підземних вод. Зокрема, тут можна знайти такі орхідеї як зозульки плямисті, билинець комарниковий, зозулинець шоломоносний.

## Фауна

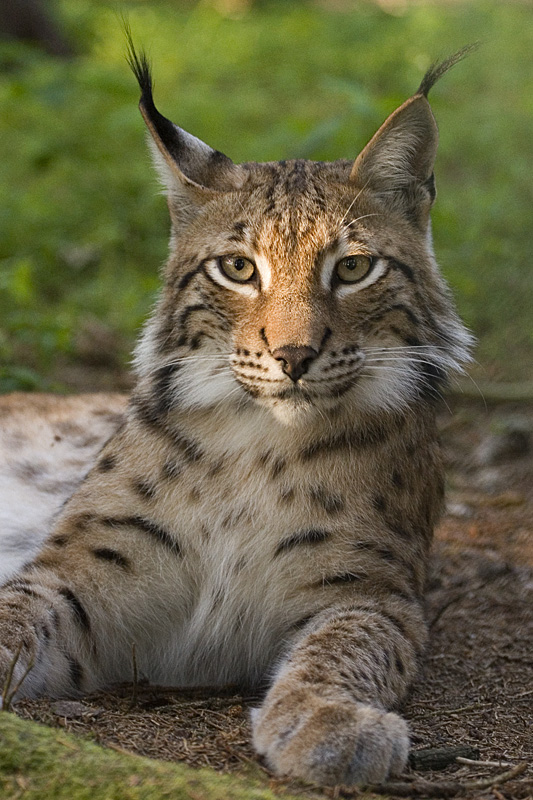
Рись євразійська.

Національному парку Слітере притаманна фауна північних лісів. На його теренах відмічено чотири види копитних: дика свиня, сарна, лось та благородний олень. Жуйні тварини знаходяться під охороною, а чисельність диких свиней доводиться регулювати.
Хижі ссавці представлені такими видами як лисиця звичайна, вовк, уссурійський єнот, рись, бурий ведмідь, куниця, ласиця, борсук та європейська норка. Усі ці види автохтонні, окрім завезеного у 1948 році уссурійського єнота. Відносно нечисельні ведмеді й вовки, в той час як інші хижаки звичайні.
Серед гризунів найчисельніші мишак жовтогрудий, полівка звичайна та нориця руда, вивірка, також трапляються бобри. Рідкісною є ліскулька. У Слітере багато сірих зайців, натомість, білих зайців мешкає лише кілька пар. У різних біоценозах розповсюджені комахоїдні тварини, їхній видовий склад невеликий і типовий для фауни Латвії. Зокрема, у національному парку живуть мідиці, кроти, їжаки. На противагу їм рукокрилі представлені лише двома видами — пергачем північним та вуханем звичайним — обидва рідкісні для Латвії.

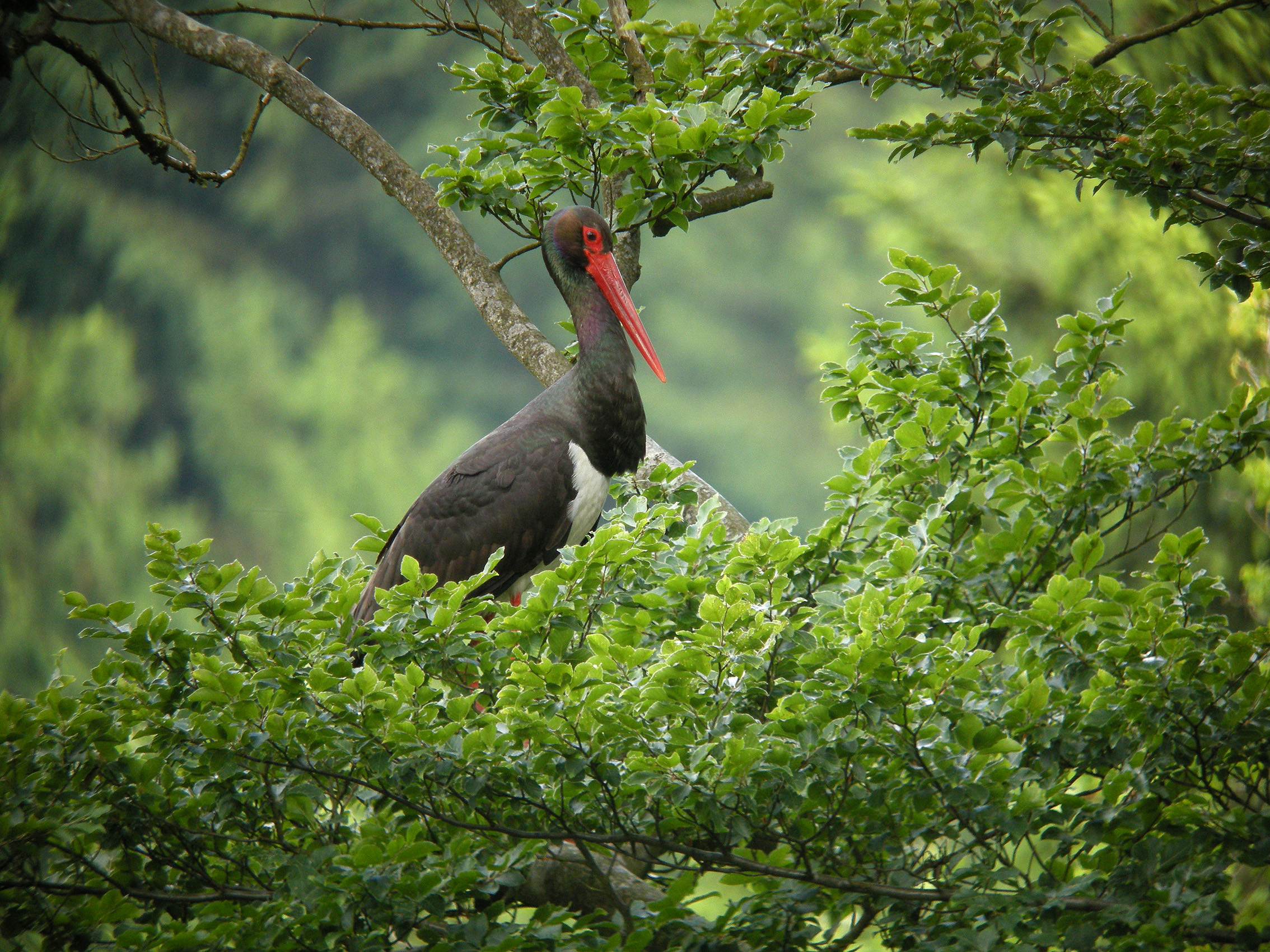
Лелека чорний.

В акваторії, прилеглій до морських кордонів Слітере, неодноразово відмічали тев'яків, рідше — кільчастих нерп. Ці ссавці віддають перевагу водам Балтійського моря, а в Ризькій затоці трапляються не так часто.
Орнітофауна національного парку Слітере представлена 211 видами птахів, з яких 122 гніздуються, а інші є пролітними. У ландшафтах парку звичайними є дрібні лісові птахи — соловейко східний, снігур, вільшанка, вівчарики жовтобровий та весняний. У парку мешкають і рідкісні види птахів, проте їхня чисельність незначна. До таких представників орнітофауни слід віднести пугача, беркута, канюка, осоїда, яструба, глушця, тетерука, сірого журавля та чорного лелеку.

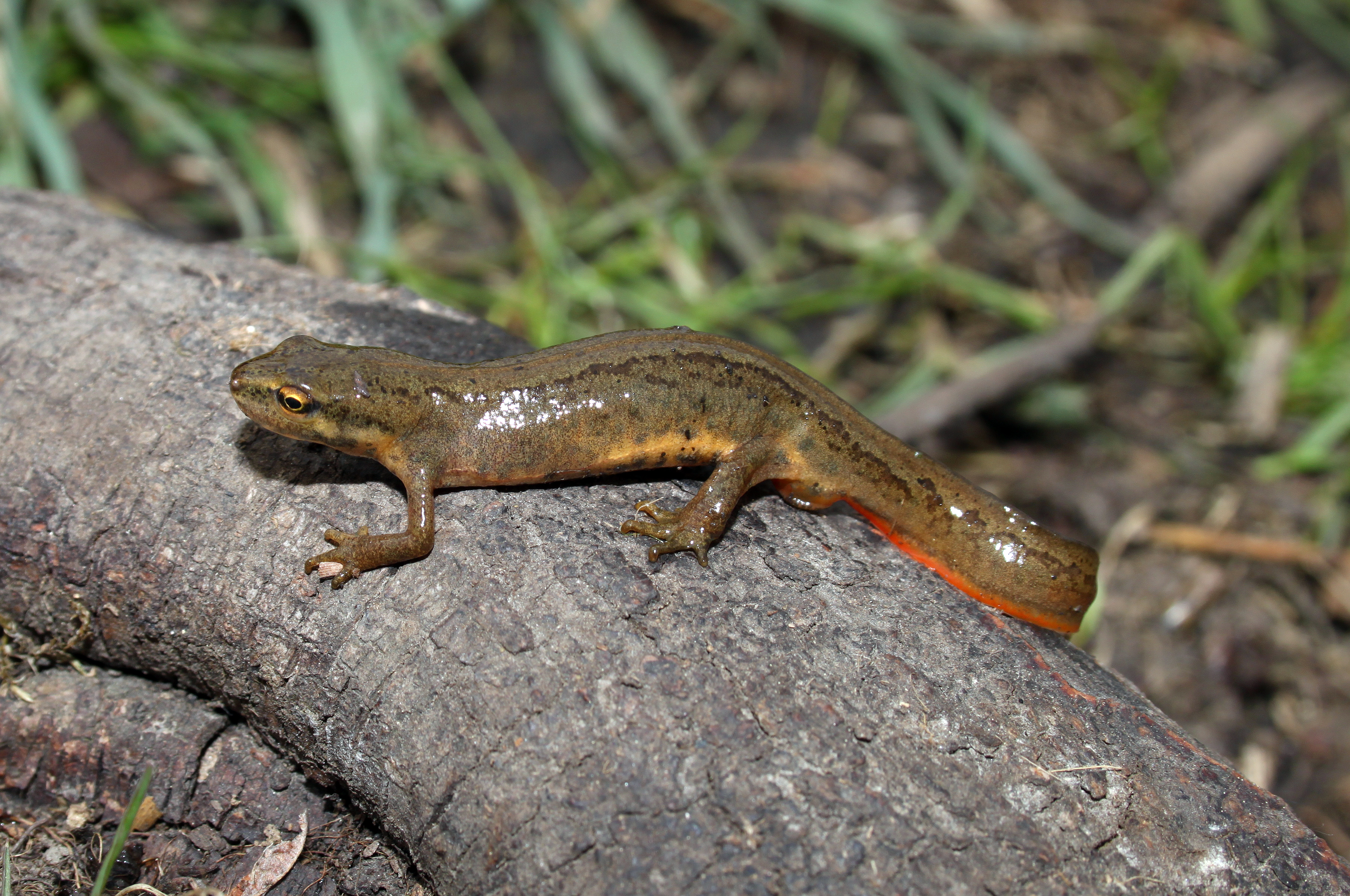
Тритон звичайний.

Із плазунів у Слітере трапляються вуж звичайний, гадюка звичайна, веретільниця ламка та інші ящірки. У водоймах знаходили поодиноких болотяних черепах. Земноводні є звичайними і численними мешканцями водойм, зокрема, тут знайдені жаби трав'яна і ставкова, ропуха звичайна, тритон гребінчастий, а також рідкісний для Латвії тритон звичайний. Іхтіофауна національного парку досить бідна. У водоймах водяться звичайні для цього регіону прісноводні риби, такі як йорж, сом, щука, лин, минь річковий, рибець. Крім того, у річки національного парку Слітере заходять на нерест таймень і лосось.
Фауна безхребетних тварин Слітере вивчена недостатньо повно. Найкраще досліджені комахи, перш за все листоїди, яких тут налічується 186 видів з 42 родів. Павукоподібних знайдено 65 видів, з яких особливої уваги заслуговує Jaksonella falconeri — цей вид вперше для науки було описано саме у Слітере. З вищих ракоподібних у водоймах національного парк трапляються бокоплави та річкові раки.